# 蜘蛛網中的女孩
《蜘蛛網中的女孩》（瑞典語：Det som inte dödar oss，瑞典語書名意為「我們所面臨的難關（That Which Does Not Kill Us）」，英語：The Girl in the Spider's Web），为瑞典作家大衛·拉格朗茲創作之犯罪小说，为《千禧年三部曲》中的第四部。
《蜘蛛網中的女孩》在2015年8月27日發行，美國則在2015年9月1日出版。

## 創作過程
2013年12月，《千禧年三部曲》系列瑞典出版商Norstedts Förlag宣布第四部小說出版計劃，將在2015年8月由大衛·拉格朗茲完成。小說草稿在2015年1月完成，瑞典語標題是Det som inte dödar oss。
這部小說被翻譯成38種語言，包括英語（由喬治·古爾丁翻譯）。英語版小說由Quercus在英國出版。2015年3月，美國出版商艾爾弗雷德·克諾夫宣布《蜘蛛網中的女孩》標題，並發布封面。美國版首刷是50萬本。
已故作家史迪格·拉森的文學遺產由父親和哥哥繼承，他們支持第四部小說完成。但是拉森的長期合作夥伴伊娃·加比利爾森（Eva Gabrielsson）批評這個決定。她擁有《千禧年三部曲》未完成的手稿。她稱為大衛·拉格朗茲繼續千禧年三部曲系列是「很白痴的選擇」。

## 外部連結
- Official page for the novel （页面存档备份，存于） at Swedish publisher Norstedts Förlag